# كيتشوا
الكِجوَة أو الكِتْشُوَة أو (نقحرة: كيتشوا) هو اسم مجموعة عِرقية يُستخدم للإشارة إلى الشعوب الأصلية القديمة في الارجنتين وبوليفيا وتشيلى وكولومبيا والإكوادور وبيرو. الاسم مُشتق من عائلة لغات الكِجوَة التي تنتشر في نطاق كبير من المنطقية الجبلية وترتبط بإمبراطورية الإنكا.
وهناك أيضا العديد من لغات الكِجوَة تُستخدم في الإكوادور والغابات الشمالية في بيرو وفي الأرجنتين.

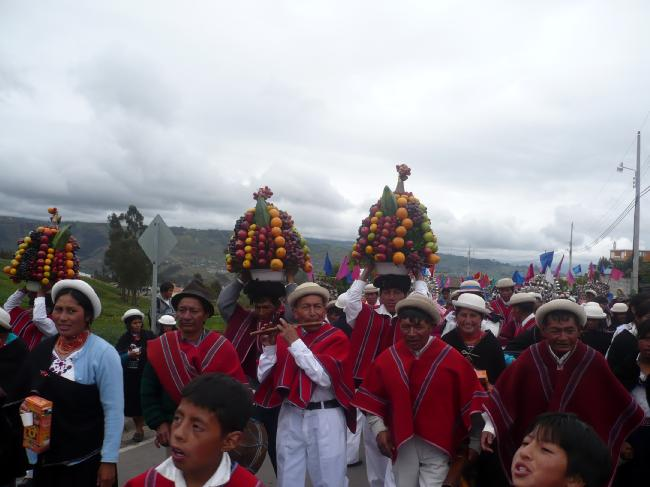
مهرجان انتي رايمي بجتمع الكِجوَة في تشيبوليو (فى الإكوادور)

## التركيبة السكانية
| البلد     | عدد السكان المتحدثين بلغة الكِجوَة | التعداد في السنة | المرجع |
| --------- | -------------------------------- | ---------------- | ------ |
| الأرجنتين | 739 206                          | 2001             | 1      |
| بوليفيا   | 465 283 2                        | 2001             | 2      |
| تشيلي     | 175 6                            | 2002             | 3      |
| كولومبيا  |                                  |                  |        |
| إكوادور   | 783 451                          | 2001             | 4      |
| بيرو      | 331 360 3                        | 2007             | 5      |

## الحضارة

### صناعة الغزل والنسيج
وتشير الدراسات التاريخية المتعددة إلى الصناعة التقليدية لدى الكِجوَة في جبال الإنديز وهي صناعة الغزل والنسيج. الألياف المستخدمة من قبل الكِجوَة عادة ما تكون من أصل نباتي (القطن)أو حيواني (ألياف الألبكة أو اللاما).ومن الثوابت في صناعة الغزل والنسيج لدى الكِجوَة الخسائر الكبيرة، وذلك بسبب ممارسة الطرق القديمة للصباغة والتي تعتمد علي الأصباغ النباتية والمعدنية، وهذه الأصباغ الاصطناعية تتغير تدريجياً، وعلي الرغم من ذلك فإن بعض المجتمعات تحافظ على تقاليد الصباغة القديمة.وكذلك تغيرت التقنيات المستخدمة في العصور القديمة منذ دخول الإستعمار وإدخال تقنيات غربية مثل:الصباغة بالدواسة، ولقد درس المؤرخ الأوكراني جون مورا فن الغزل والنسيج بشكل دقيق في ستة دول من بينهم: بوليفيا وأكوادور وبيرو.

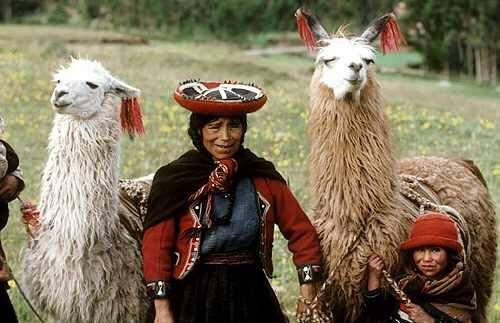
امرأءة من السكان الأصليين مع اللاما في اقليم كوسكو (بيرو)

في المجتمع الإكوارورى تنتشر الأوشحة الملونة في مدينة كينكا، كما يتقن السكان صناعة السجاد المعقود في بلدة جانو، بالإضافة إلى السجاد المصنوع من القطن والمطرزات في إقليم كانيار. تحتفظ منطقة أوتافالو بالتقاليد السابقة للإنكا في صناعة الغزل والنسيج. وقد اعتمدت تقاليد صناعة الغزل والنسيج ما قبل الإنكا على القطن ومع وصول شعب الإنكا أدخلوا الألياف الصناعية في صناعة الغزل والنسيج.
أصالة النسيج وجودة قطع المنسوجات بأوتافالو كانت السبب في تقدم هذه المنطقة خلال حكم التاج الإسباني لبيرو. وبحلول الستينات، بدأ تنوع في صناعة النسيج من حيث التصميمات، بما في ذلك تصميمات من مستوحاة من حضارة الأزتيكا ومن أوروبا، مع الأخذ في الاعتبار أن مجتمعات الكِجوَة بمدينة أوتافالو تمارس حكراً على إنتاج المنسوجات الأصلية بالإكوادور وكذلك إلزام المدينة لتكون جزء من الممرات السياحية لهذا البلد.
إن صناعة الغزل والنسيج في بيرو لديها خصائص مميزة وتبدو واضحة جداً باختلاف الأقاليم. وقد أكد جون مورا علي أن صناعة الغزل والنسيج في بيرو لها طابع خاص بين مجتمعات الإنديز. مجتمع الكِجوَة بجزيرة تكيل هو واحد من جماعات الكِجوَة المتعددة التي تشتهر بفن صناعة الغزل والنسيج، وقد أعلنت اليونيسكو فن الغزل والنسيج بمدينة تكيل من روائع التراث الشفهي غير الملموس للبشرية وذلك في عام 2005،كما أدرجتها في وقت لاحق علي القائمة الممثلة للتراث غير المادي للبشرية. يبُرز فن صناعة الغزل والنسيج بمدينة تكيل وفقاً لنطاق التقويم، والذي يُعتير جزء من ذلك الفن، حيث يُعلّم النساج اللحظات الرئيسية للحياة الزراعية والمجتمعية بمدينة تكيل، كانت القبعة الصوفية بمدينة تكيل أحد العناصر المميزة للهوية العرقية، خاصةُ أن كل طفل يتعلم في سن مبكرة حياكة القبعة الخاصة به. وبدوره فإن دوافع عمل القبعة تشير إلي الشكل الداخلي للمجتمع. هذه المعلومات عن موطن شعب الكِجوَة الذي يقع في منطقة التلال والمرتفعات، حيث يتقاسم الأرض مع شعب الأيمارا.
يمثل شعب الكِجوَة أقلية في الأراضي التشيلية، تلك التي سكنت في وقت مبكر وفي فترات مختلفة في المنطقة الشمالية (أوياجى) بالمنطقة الثالثة. عقب عملية تربية الحيوانات والنباتات، تم احتلال منطقة (أوياجى) من قِبل جماعات رعوية مرتبطة ثقافياً بسكان المرتفعات البوليفية المجاورة، ولاسيّما ليبيز. استمر النظام الموحد للحياة الزراعية والرعوية ما بين أعوام (380-900) قبل الميلاد، كما استمر احتلال القطاع الغربي من سالار سان مارتن، بالإضافة إلي صيد الأنواع الوحشية من اللاما والألبكة والطيور، بالحد الذي يضمن بقاء وتكاثر اللاما والألبكة.

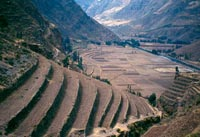
جبال الإنديز

انضمت هذه الأراضي إلي الدولة التشيلية بعد الحرب الهادئة 1879، وانتقلت من نظام الهيمنة الإستعمارية الجديدة من قِبل الدولة البوليفية والذي تمثل في فرض ضريبة الأرض على السكان الأصليين، إلى الاقتصاد الرأسمالي والذي يتركز في قطاع التعدين.
بدأ الرعاة من سكان أوياجى الارتباط بتطوير التعدين بأشكال مختلفة، إما ببيع منتجاتهم الحيوانية لمراكز التعدين، أو البدء في تشغيل مناجم الكبريت واستغلال النحاس على نطاق واسع من خلال بيع الوقود النباتي لمراكز التعدين. وفي هذا السياق، فإن العمل الزراعي يكون مشروطاً بسبب القيود التي تفرضها البيئة، من تربة جافة ومالحة وقلة سقوط المطر والطقس شديد الحرارة.
تأسست بلدة أوياجى حول المحطة الأخيرة المسماة بنفس اسم خط السكة الحديد أنتوفاجستا-بوليفيا، التي تقع جنباً إلي جنب مع سان بيدرو، والتي تُعتبر المحطة اللأكثر أهمية والتي تقع في الامتداد المشترك بين كلاما والحدود.

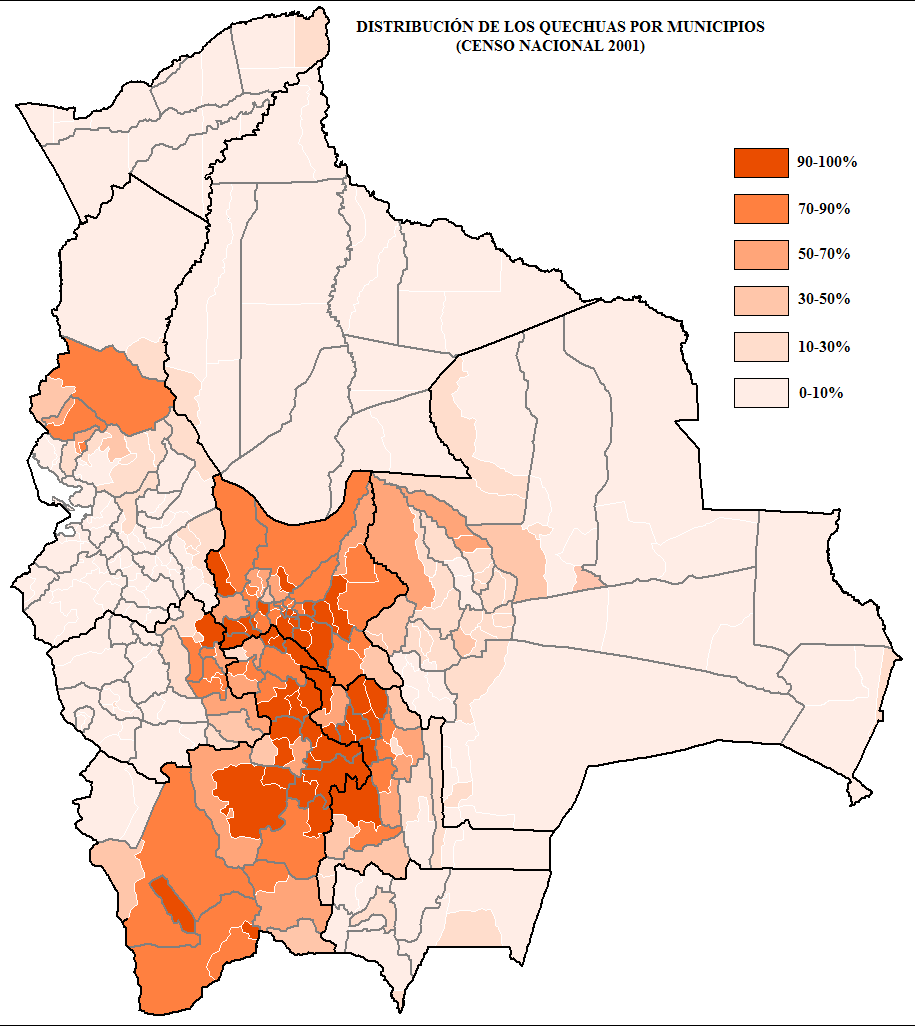
التوزيع السكاني للكِجوَة من قِبل البلديات في بوليفيا حتى عام 2001

## التمييز العرقيضد سكان الكِجوَة
تسببت الجرائم الناجمة عن عمليات المجموعة الإرهابية الدرب الساطع منذ عام 1980 في أضرار كبيرة على مجتمعات الفلاحين بالمرتفعات وخصوصاً مجتمع الكِجوَة، وتُشير بعض الأبحاث إلى أن ثلاثة أرباع من 000 70 من الوفيات كانوا من الكِجوَة، عندما كان رؤساء الأطراف المتحاربة من البيض والهجناء.
في عام 1969 تناول المخرج السينمائي جورج سانخينيس مسألة تعقيم نساء الكِجوَة والأيمارا في فيلم كِجوَة ياورمايكو، وقد أدت سياسات التعقيم القسري في عهد حكومة البرتو فوجيمورى إلى حصر أعداد الكِجوَة والأيمارا إلى حوالي 00 200. ويوجد التمييز العرقي حتى على الصعيد البرلماني، فلقد عارضت رئيسة البرلمان البيرواني مارثا هيلدبراند والبرلماني كارلوس توريس تأدية القسم بلغة الكِجوَة لأول مرة في التاريخ من قِبل العضوتين المنتخبتين حديثاً هيلاريا سويا هوامان وماريا سومير.

## معرض صور

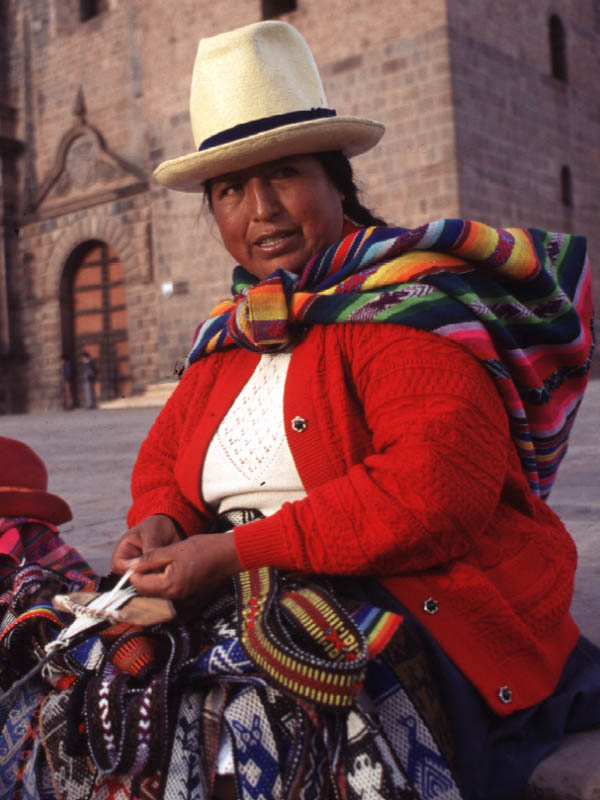
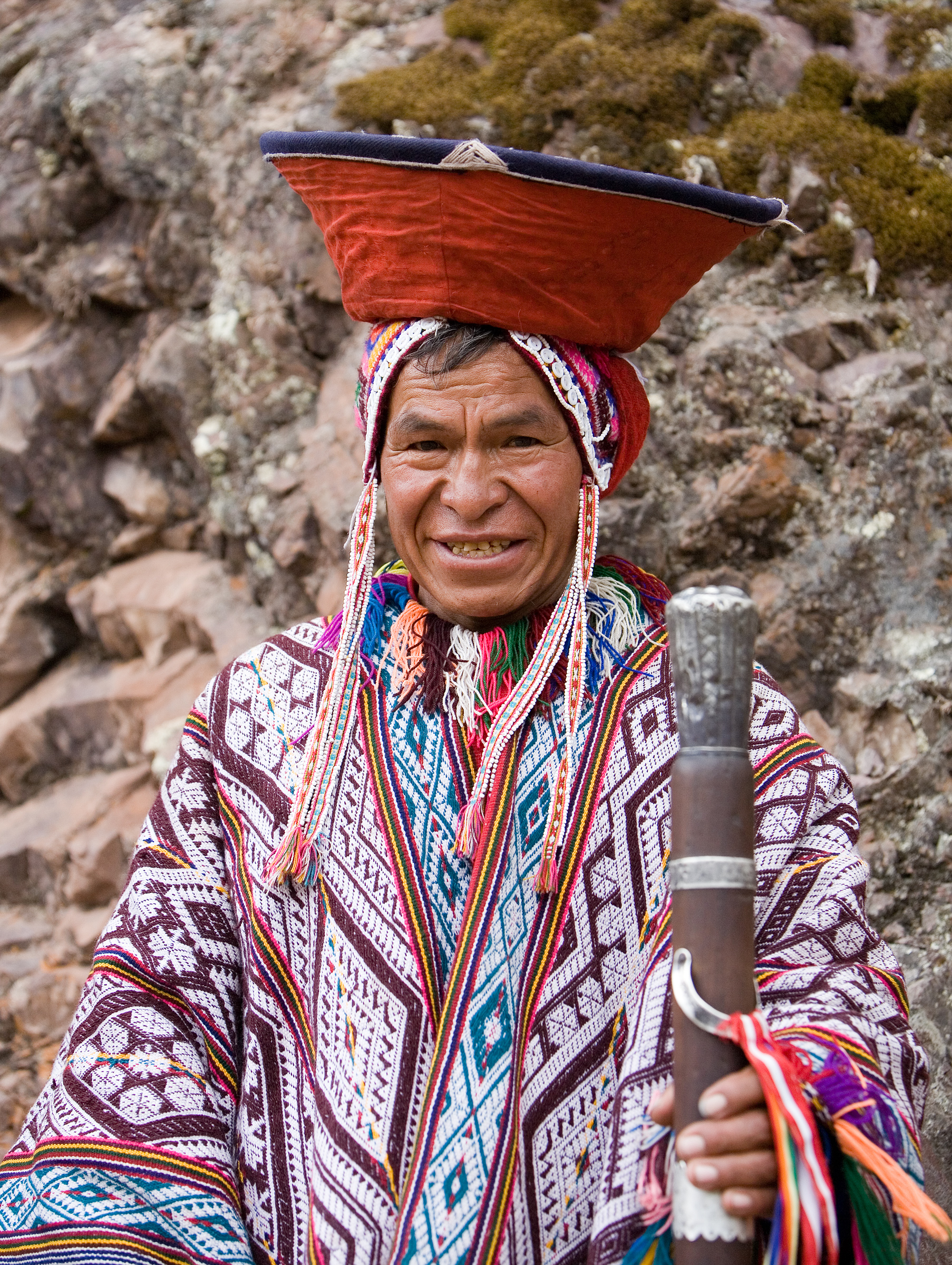
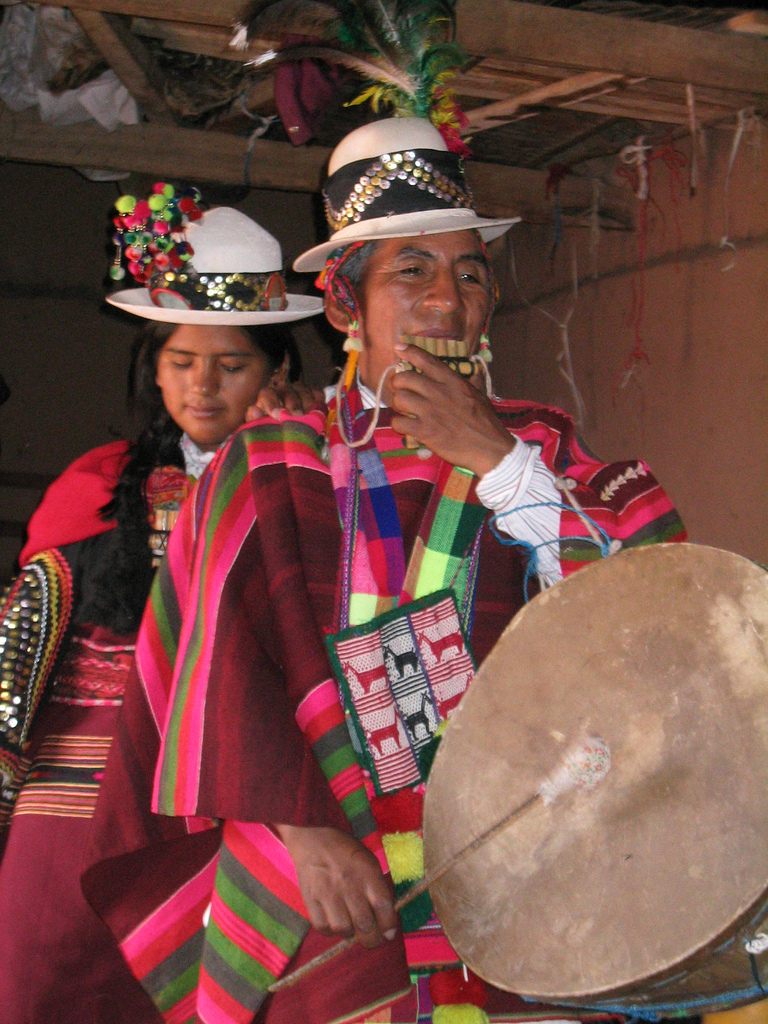